# SM i Fotografi
SM i Fotografi är en tävling i fotografi för fotointresserade i Sverige. Tävlingen arrangeras av Svenska Porträttfotografers förbund och initierades 2013. Mästerskapet delas in i två delar; ett digitalt delkval, där finalisterna plockas ut, samt en printfinal, där vinnarna koras. Bland vinnarna plockas sedan ett landslag ut som tävlar i VM i Fotografi (World Photographic Cup).

## Kategorier
Tävlingen delas in i följande kategorier:
- Klassiskt porträtt
- Kreativt porträtt
- Baby
- Klassiskt barnporträtt
- Kreativt barnporträtt
- Grupp
- Tama djur
- Fine art
- Dokumentär
- Sport
- Bröllop öppen
- Bröllop reportage
- Digital illustration
- Kommersiellt/Mode/Arkitektur
- Gravid
- Naturfotografi - Landskap
- Naturfotografi - Vilda djur
- Naturfotografi - Macro